# Ctenomys erikacuellarae
Ctenomys erikacuellarae — вид туко-туко з Болівії. Зустрічається лише в гірських хребтах Кордильєр-Оріентал у департаментах Санта-Крус і Чукісака, на висотах приблизно від 810 до 1800 метрів, цей вид має довжину близько 287 міліметрів і має м’яке коричневе та охристо-помаранчеве волосся. Його назвали на честь Еріки Куельяр, біолога з Болівії.